# Bartomeu Llabrés Albertí
Bartomeu Llabrés Albertí (Palma de Mallorca, 1886 - ibídem, 18 de abril de 1951) fue un obrero español, trabajador de la Fundición Pedro J. Tous de Palma de Mallorca.
Llabrés fue figura destacada de uno de los primeros conjuntos futbolísticos de raíz obrera de Mallorca, el Fundición Carbonell (después rebautizado como Mallorca FC), creado en 1920. Posiblemente fue su presidente o cabeza visible, aunque el equipo no estaba organizado formalmente.
El equipo se fusionó a fines de 1920 con otro conjunto obrero, el Mecánico FC, para formar el Baleares FC. Llabrés fue escogido primer presidente de la nueva entidad y ejerció el cargo durante dos años, hasta 1922, que fue relevado por Jaume Llabrés Morey (no había ningún parentesco entre ellos). El club sigue existiendo con el nombre de Club Deportivo Atlético Baleares.